# 马里-安托万·卡雷姆
马里-安托万·卡雷姆（法語：Marie-Antoine Carême，法語發音：[maʁi ɑ̃twan kaʁɛm]，1784年6月8日—1833年1月12日），一般通稱為安托南‧卡雷姆（ [ɑ̃tɔnɛ̃ kaʁɛm]）。法國現代美食之父，亦是國際首位明星主廚。至今仍是法式料理界最受尊崇之大師。其著作不斷再版印刷，為法國烹飪史上首位將烹飪加以分門別類做了系統化整理之廚藝大師。

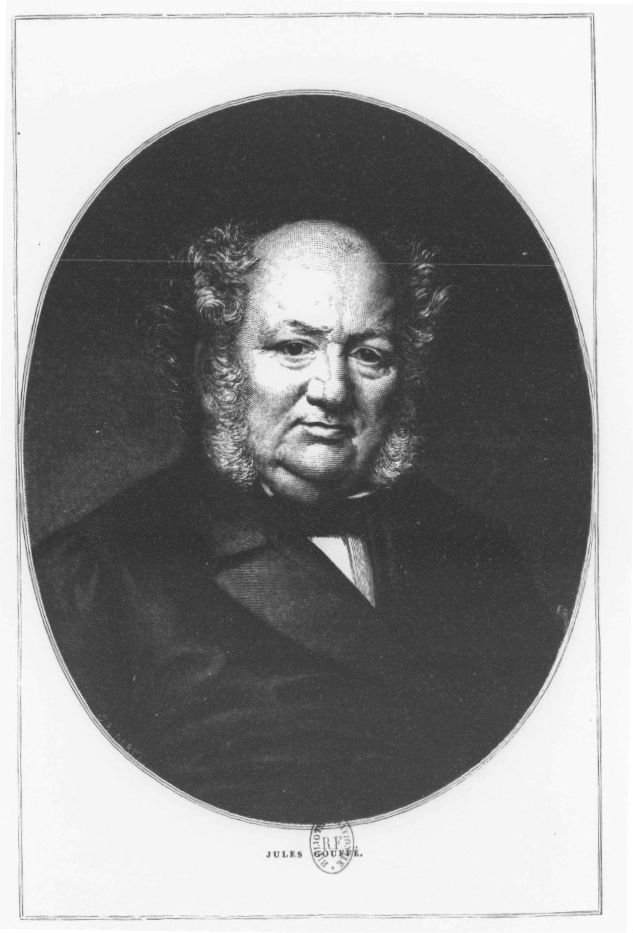
朱尔‧古费

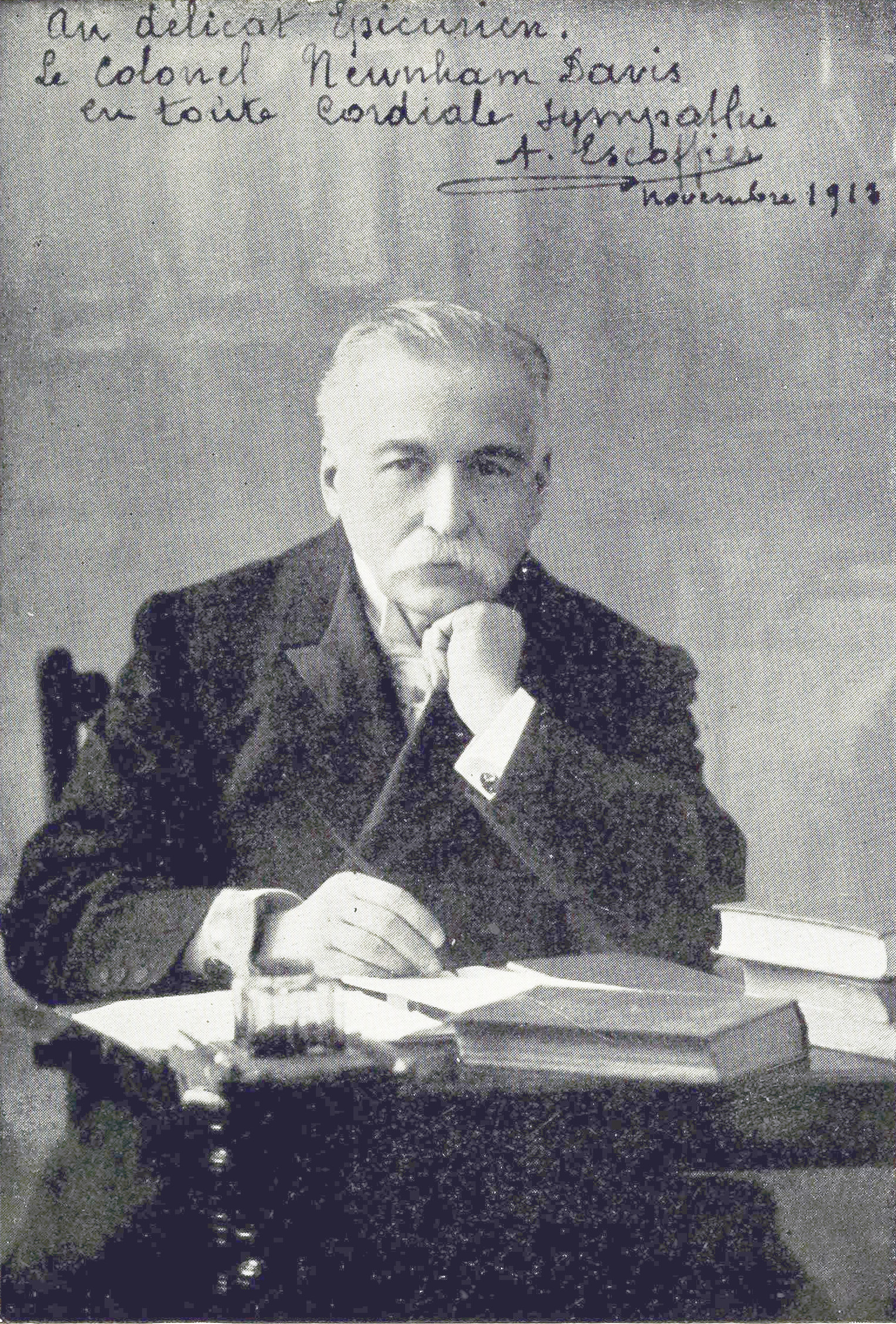
奧古斯特·埃斯科菲耶

## 生平

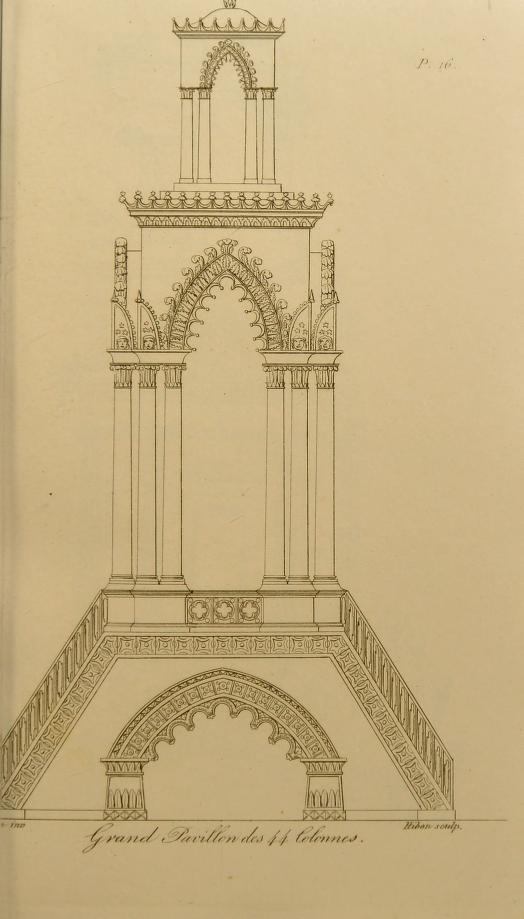
安托南‧卡雷姆裝置蛋糕設計圖

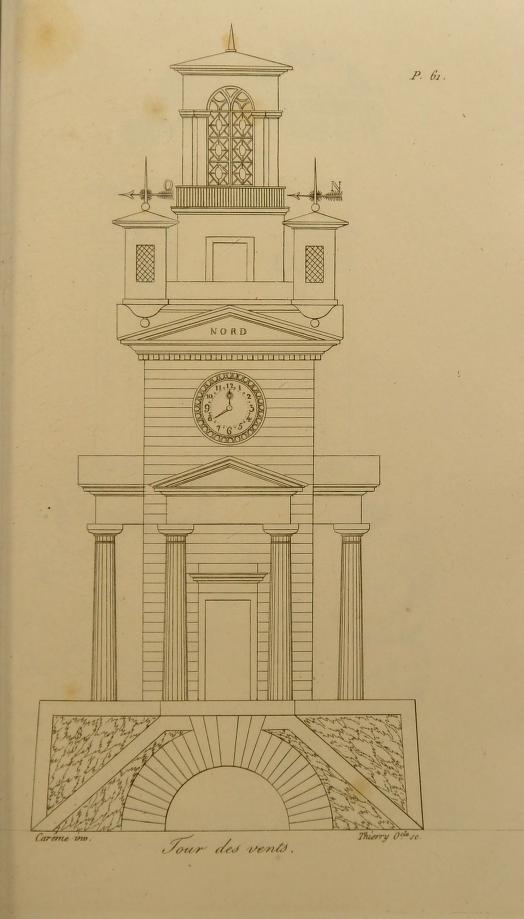
安托南‧卡雷姆裝置蛋糕設計圖

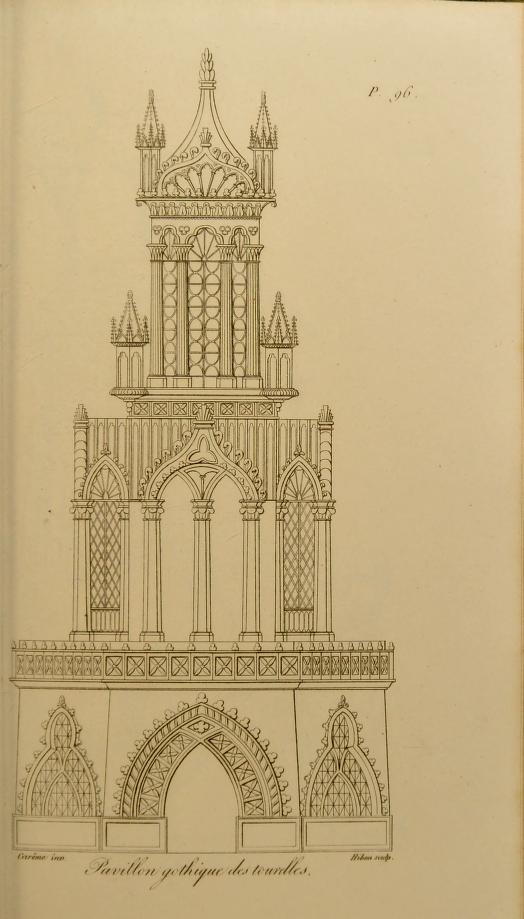
安托南‧卡雷姆裝置蛋糕設計圖

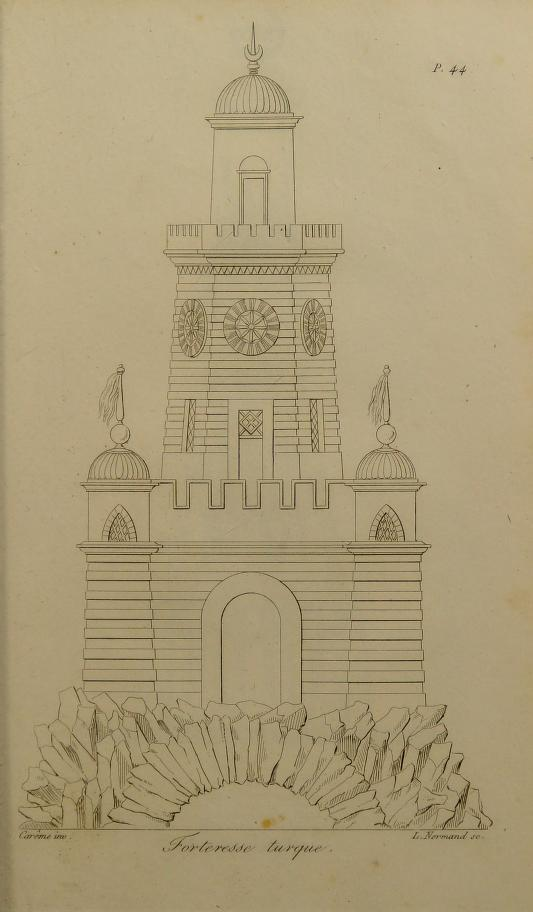
安托南‧卡雷姆裝置蛋糕設計圖

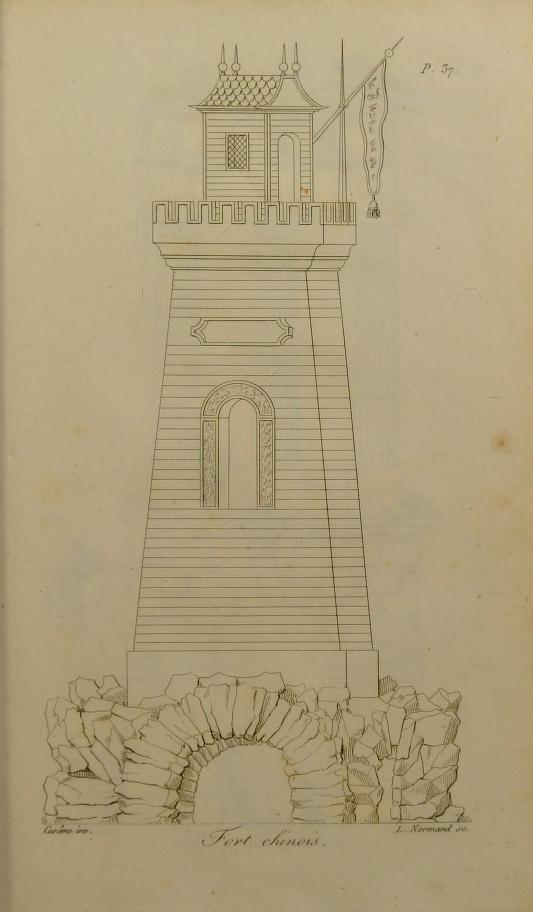
安托南‧卡雷姆裝置蛋糕設計圖

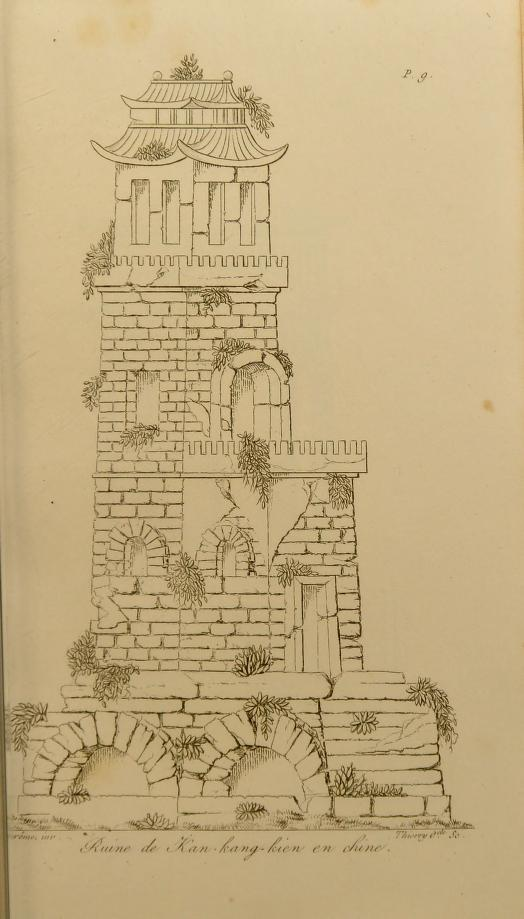
安托南‧卡雷姆裝置蛋糕設計圖

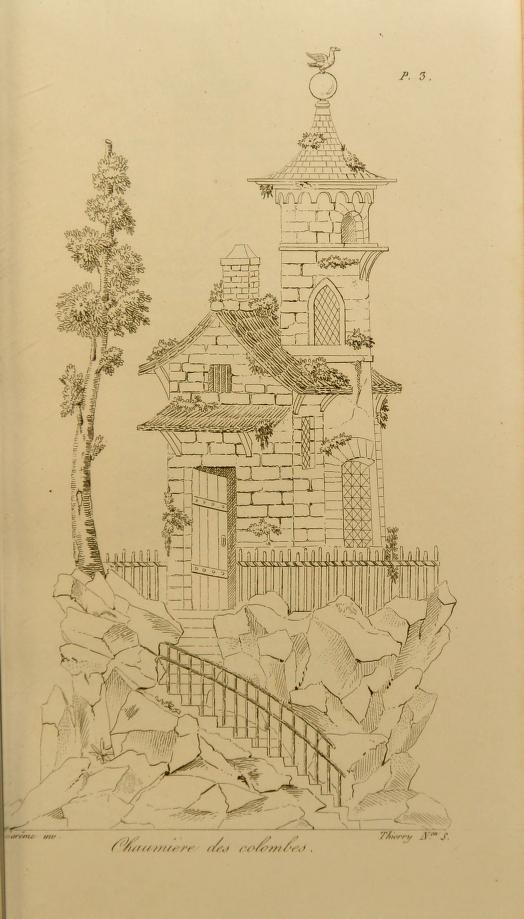
安托南‧卡雷姆裝置蛋糕設計圖

### 「棄兒」
安托南‧卡雷姆不僅出生在一個社會動盪的時代，更生長在一個極其貧困的家庭。父親做粗工的收入難以讓一家15個孩子餐餐吃飽。8歲時的某天，父親帶著自幼聰明過人的安托南在附近田野閒散了一會兒，隨後二人一同到城門口附近用餐。餐後父親站在街頭對安托南說了幾句安托南永遠記在心頭的話：「走吧！小傢伙！好好走！外面世界有很多好職業！不走就只能跟著我們受苦！現在是只要有本領就有機會，你有這個本領。走吧！小傢伙！也許今天晚上或是明天就會有好人家收留你。走吧！帶著天主給你的！」

### 苦學
幸運的安托南當晚即被一家廉價小館收留了下來。未來的這位世紀皇家御廚便將在此展開認真勤奮的學徒生涯。幾年後，大約16歲時，安托南告別了這個好人家。聰穎超凡加上鑽研苦學，安托南很快即由一家不錯的餐館躍進到當時位於巴黎城中心皇家宮殿附近维维恩街上著名的「巴伊糕點店」（法語：Chez Bailly）。當時上流社會 往來的「巴伊糕點店」除擁有巴黎著名的糕點師阿費司‧讓（法語：Avice Jean）做為安托南的最佳導師，巴伊先生（法語：Sylvain Bailly）本人亦是惜才，見安托南熱衷建築學以及大型「裝置糕點」之設計，特許他到同條街上皇家圖書館即日後法國國家圖書館版畫陳列室研讀與臨摹世界各國的代表性建築。很快的，安托南可以獨立製作一個有創意的「裝置」藝術蛋糕。於是有了10張、20張、50張、100張、200張的設計圖，張張都是精心繪製且具獨創性。如同安托南日後對後輩所言，每張圖的繪製與精算都是每晚9、10點之後才能開始，那是每天夜裡四分之三的時間用來熬夜的代價。自從安托南的「裝置」藝術蛋糕出現在當時尚未稱帝的拿破崙餐桌後，安托南意識到自己已可獨當一面。於是，熱淚盈框的安托南告別了一直栽培他的巴伊先生與一路啟發他的前輩阿費司‧讓。

### 王之廚師，廚師之王
1803年，拿破崙為他首席外交大臣塔列朗買下風景宜人的瓦朗塞城堡以作為接待各國使節的場所。以喜好美食聞名於史的塔列朗，熟諳美食外交，將當時還未滿20歲的安托南‧卡雷姆延攬至身邊。 安托南‧卡雷姆雖以巨型裝置藝術蛋糕成名，然其天賦異稟讓他順利通過塔列朗的聘用測試：設計一整年不可重複、且只能使用當季新鮮食材的菜單。 自此，安托南‧卡雷姆為塔列朗負責餐宴達12年之久。期間，基於二人對美食之理念相同，沒有任何更好的禮遇可以吸引安托南‧卡雷姆前往他處。1814年，拿破崙帝國覆滅，長達8個多月的維也納會議 隨即展開。塔列朗帶著安托南‧卡雷姆參加會議，並由其擔綱餐宴部分。塔列朗此次以美食化解危機、維護法國利益之舉不僅已成史上佳話，安托南‧卡雷姆也因此際遇將法國廚藝推至世界美食之顛。
維也納會議之後，在各國王室貴族爭相聘請之下，安托南‧卡雷姆曾至倫敦、聖彼得堡、維也納分別擔任英國攝政王（後來的喬治四世）、沙皇亞歷山大一世以及奧地利帝國第一位皇帝法蘭茲二世御廚。後定居巴黎，受邀在當時世界最富有家族羅斯柴爾德家族中的雅姆·梅耶·德·罗斯柴尔德府邸擔任過5年主廚，為安托南‧卡雷姆職業生涯畫下完美句點。

### 巨星殞落
1833年，長期心、力過度支出，年僅48歲的安托南‧卡雷姆離開了人世。依據診斷，與長期在爐灶前吸入大量煤煙有關。此外，因其甜點師身份 － 長期頻繁品嚐甜食 － 造成其牙齒狀況極差亦是主因。身後葬於蒙馬特公墓第20分區第2行第7座 。
安托南‧卡雷姆頭顱保存在巴黎國立自然史博物館 (法國)，作為皮埃尔·马里·亚历山大·迪穆捷顱相收藏（MNHN-HA-29888）的一部分。此舉應與當時正盛行之顱相學有關。

## 貢獻與影響
安托南‧卡雷姆短暫的一生除致力於實務之鑽研，更不忘將其研究心得與成果付諸於文字，以利知識之流傳與應用。安托南‧卡雷姆不僅將烹飪提升至藝術境界，也是首先嘗試將烹飪加以「科學」化之廚藝大師，對後世影響深遠。2017年，法國國家圖書館以「跟隨藝術糕點師安托南‧卡雷姆的足跡」為題做了一次跨世紀回顧書展，包含其弟子或之後受其影響的名廚著述，為期兩個月。期間，法國國家圖書館與位於巴黎歐洲專業烹飪中心合辦了一場藝術蛋糕比賽，前三名作品在法國國家圖書館展示一週。

### 廚藝

#### 劃時代革新
安托南‧卡雷姆以講究食材新鮮、並以清淡的佐料替代過去傳統大量使用香料的烹飪方式，為法國現代美食開啟先河。

#### 食譜
安托南‧卡雷姆留下大量食譜，今日不少法國名菜與甜點都出自他的創製、改良或是首先加以定義，如「羅西尼牛排」(鵝肝黑松露嫩煎菲力)、香菇肉餡奶油酥盒、法式肉派、法式千層酥 、泡芙塔、蛋白霜等等。

#### 醬汁
安托南‧卡雷姆制訂法國現代料理四大母醬：白醬、淡黃奶油醬、棕醬與絲絨醬。

#### 菜名
安托南‧卡雷姆首開以名人之名為菜名的風尚，如「维克多·雨果湯」 或是 「羅西尼牛排」。

#### 其他
安托南‧卡雷姆對於法國當時廚藝做了相當全面性的革新與創建，無論廚房內的組織分工、廚具革新與發明、或是外場設計、餐桌布置、餐具使用、桌邊服務等等。

### 提升廚師社會地位
- 以專業與敬業精神，安托南‧卡雷姆成為法國第一位被尊稱做「Chef」（主廚）的廚師。[3]法文Chef一詞源出自拉丁文「頭」字，指稱一個團體裡的領導者，具尊崇之意涵，如國家元首（Chef d'État）、企業主管（Chef d'entreprise）、樂團指揮（Chef d'orchestre）等等。
- 以其擁有之發言權。成名後的安托南‧卡雷姆凡有機會總不忘替同業強調廚師工作之複雜、辛勞及其重要性。[1]
- 以同業裝著。現今法國廚師的白色高帽即出自安托南‧卡雷姆之構想。安托南‧卡雷姆覺得原先廚師們的白色棉帽軟遢遢的很像睡帽，讓人覺得沒有精神，而廚師不應給人如此印象。[2]

### 培育人才
安托南‧卡雷姆指導過很多學生，其中不乏成為獨當一面的大師級者，如朱尔‧古费、阿道夫‧迪格莱雷、阿尔芒‧普呂姆雷（Armand Plumerey）等等。關於安托南‧卡雷姆的教育理念，為其寫過書序的居西侯爵（Marquis de Cussy）曾簡要敘述過：「不懂的，他教他們，懂得的，他使他們臻至完美」（Il apprend à ceux qui ne savent pas, il perfectionne ceux qui savent déjà）。安托南‧卡雷姆的教育精神可說與中國孔子的「有教無類」與 「因材施教」不謀而合。

### 美食文學獎
「安托南‧卡雷姆美食文學獎」（Prix Littéraire de la Gastronomie Antonin Carême），由巴黎名廚菲利普‧勒纳尔（Philippe Renard）與巴黎政界名人皮埃尔-克里斯蒂安‧泰坦热、亦是法國著名香檳酒「泰廷爵香檳」家族成員共同於2000年成立。2009年皮埃尔-克里斯蒂安‧泰坦热過世，自此另增一特別獎「皮埃尔-克里斯蒂安‧泰坦热評審團特別獎」（Prix Spécial du Jury Pierre-Christian Taittinger）以表紀念。

### 著述
安托南‧卡雷姆離世前長期處於病痛之中，但仍盡心編寫。原計畫一部五卷的《法國十九世紀烹飪藝術－基本論述與應用》生前只完成三卷，後二卷先口述於女，後由弟子亦是當代名廚阿蒙‧布呂莫黑完成。  安托南‧卡雷姆著作中都附有他個人圖繪或版畫，甚至有比例極高者，為此，他曾表示插圖可以幫助快速理解，此亦出自他個人的苦學經驗。

#### 烹飪
- （法语）.1815年。法國國家圖書館數位圖書館Gallica.
  - 書名中譯：《巴黎皇家糕點師－古今糕點基本論述與應用》
- （法语）.1815年。 法國國家圖書館數位圖書館Gallica. 內含125幅安托南‧卡雷姆「裝置」藝術蛋糕設計圖樣。主題包括各個時代與世界不同國家的各類代表性建築造型。安托南‧卡雷姆並提出一些研讀建築大師如贾科莫·巴罗齐·达·维尼奥拉或是安德烈亚·帕拉迪奥之心得以及強調像前者之「五種柱式規範」對設計「裝置」藝術蛋糕之重要性。
  - 書名中譯：《栩栩如生的藝術蛋糕》
- （法语）.1822年。法國國家圖書館數位圖書館Gallica.
  - 書名中譯：《法國餐宴總管－依四季菜單論古今烹飪。附巴黎、聖彼得堡、倫敦、維也納宴會菜單相關論述。上卷》
- （法语）.1822年。法國國家圖書館數位圖書館Gallica.
  - 書名中譯：《法國餐宴總管－依四季菜單論古今烹飪。附巴黎、聖彼得堡、倫敦、維也納宴會菜單相關論述。下卷》
- （法语）.1828年。法國國家圖書館數位圖書館Gallica.
  - 書名中譯：《巴黎廚師，十九世紀法國廚藝》
- （法语）.網際網路檔案館。全集五冊，法國烹飪史上第一部嘗試將法國烹飪理論化之巨著。
  - 書名中譯：《法國十九世紀烹飪藝術－基本論述與應用》

#### 建築
熱愛建築學的安托南‧卡雷姆寫過兩本城市建築計畫書分別獻給沙皇亞歷山大一世與巴黎。 
- （法语）.[]1821年。法國國家圖書館數位圖書館Gallica.
  - 書名中譯：《城市建築計畫書－獻給俄羅斯帝國皇帝亞歷山大一世》
- （法语）.1821年。法國國家圖書館數位圖書館Gallica.
  - 書名中譯：《城市建築計畫書－獻給巴黎》

## 圖片

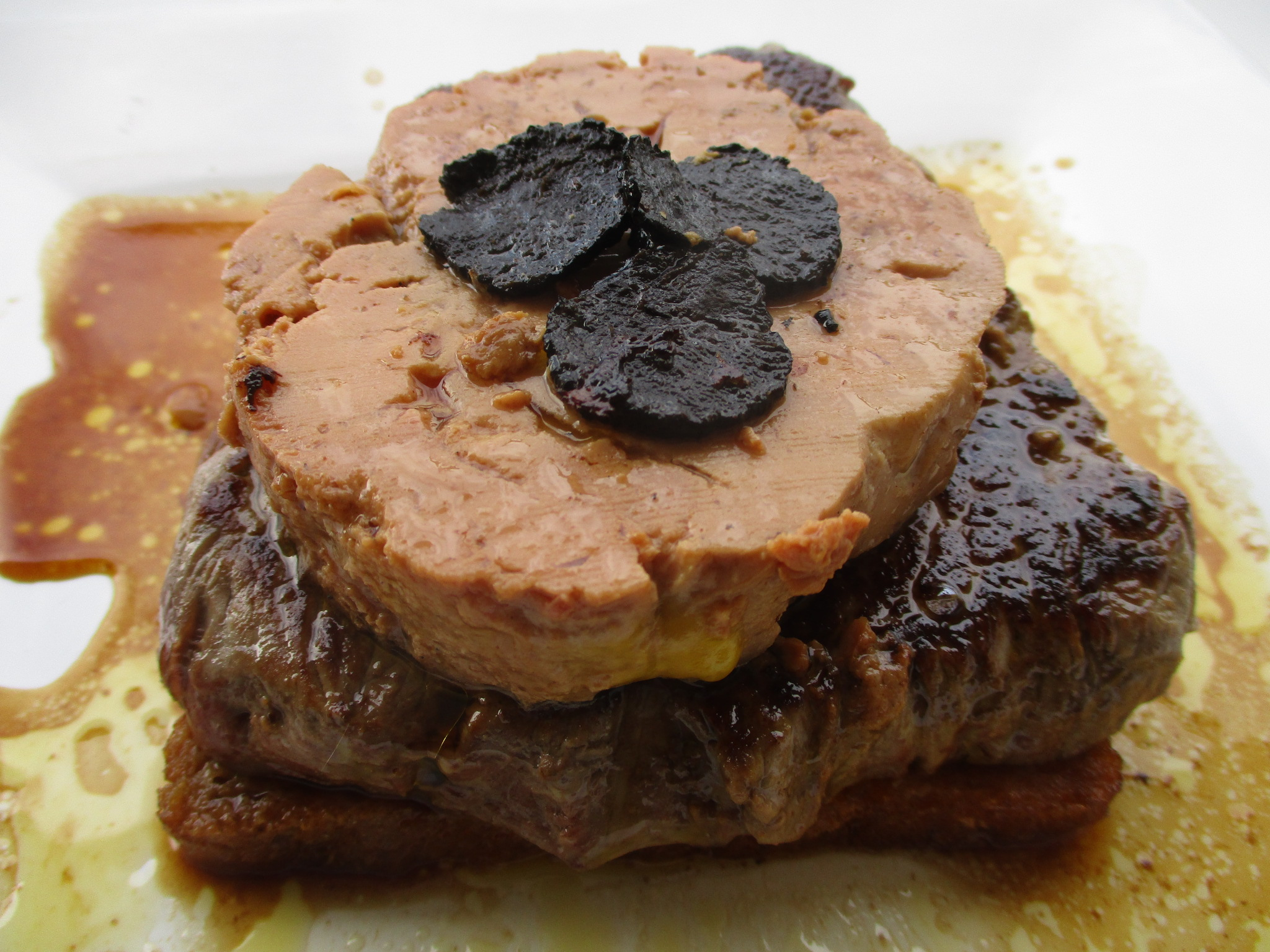
羅西尼牛排
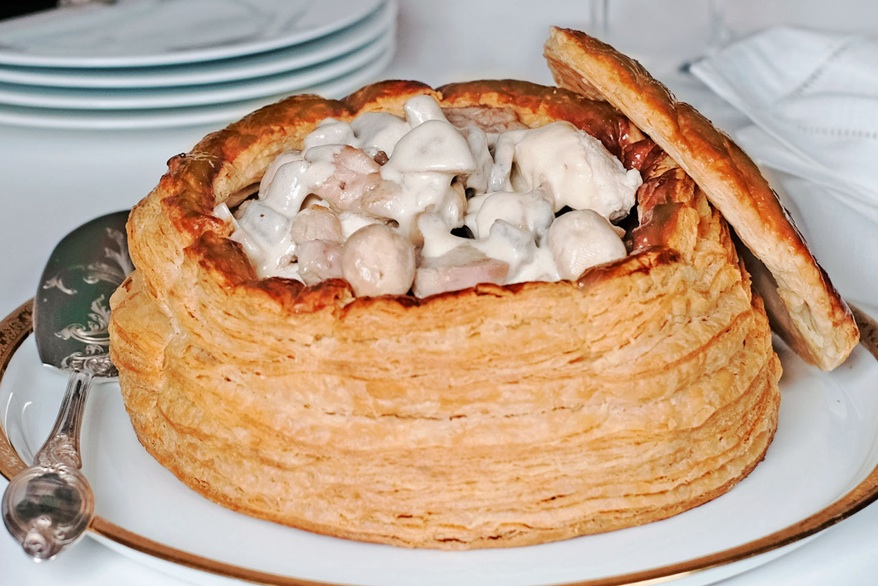
香菇肉餡奶油酥盒
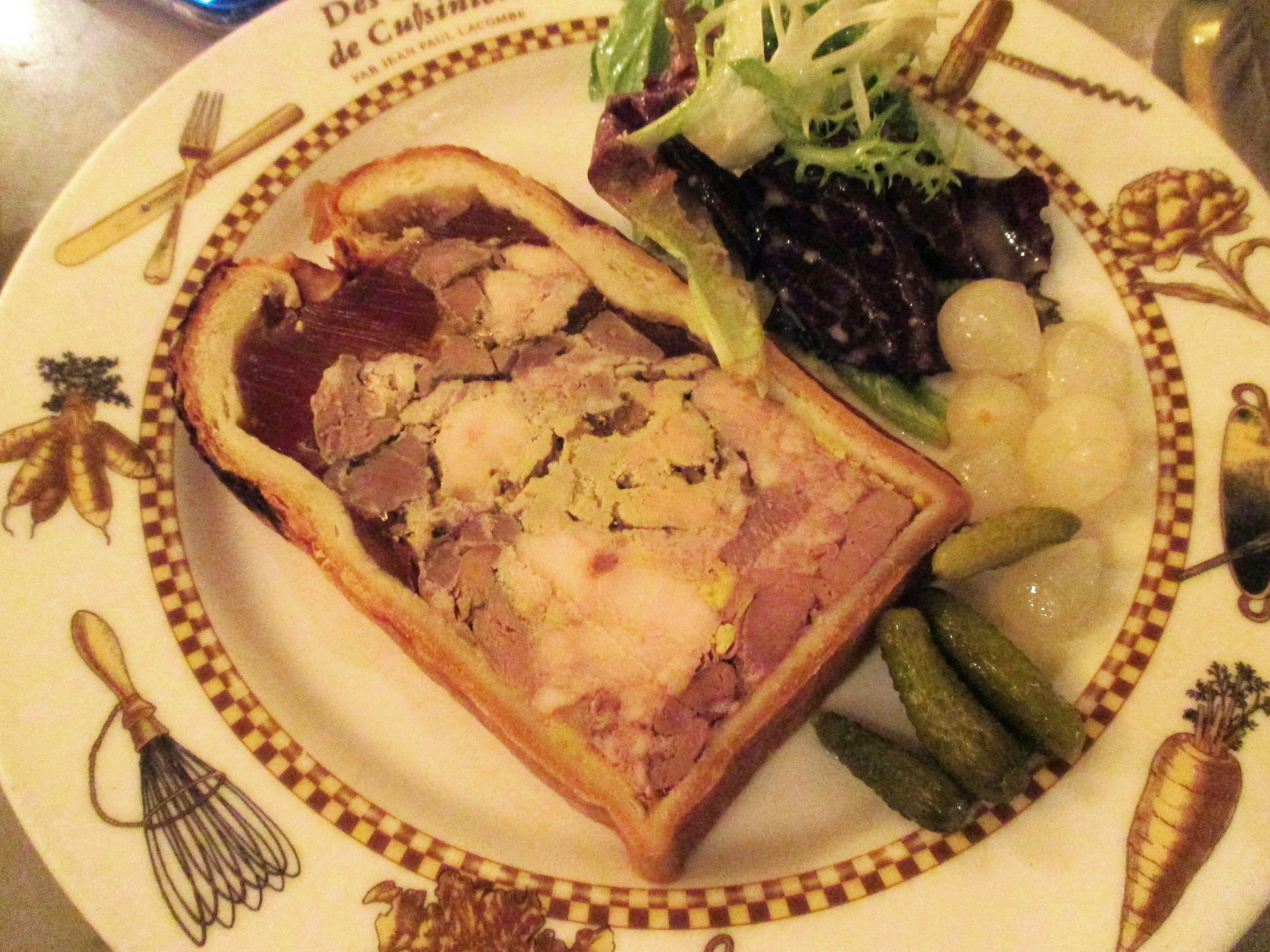
法式肉派
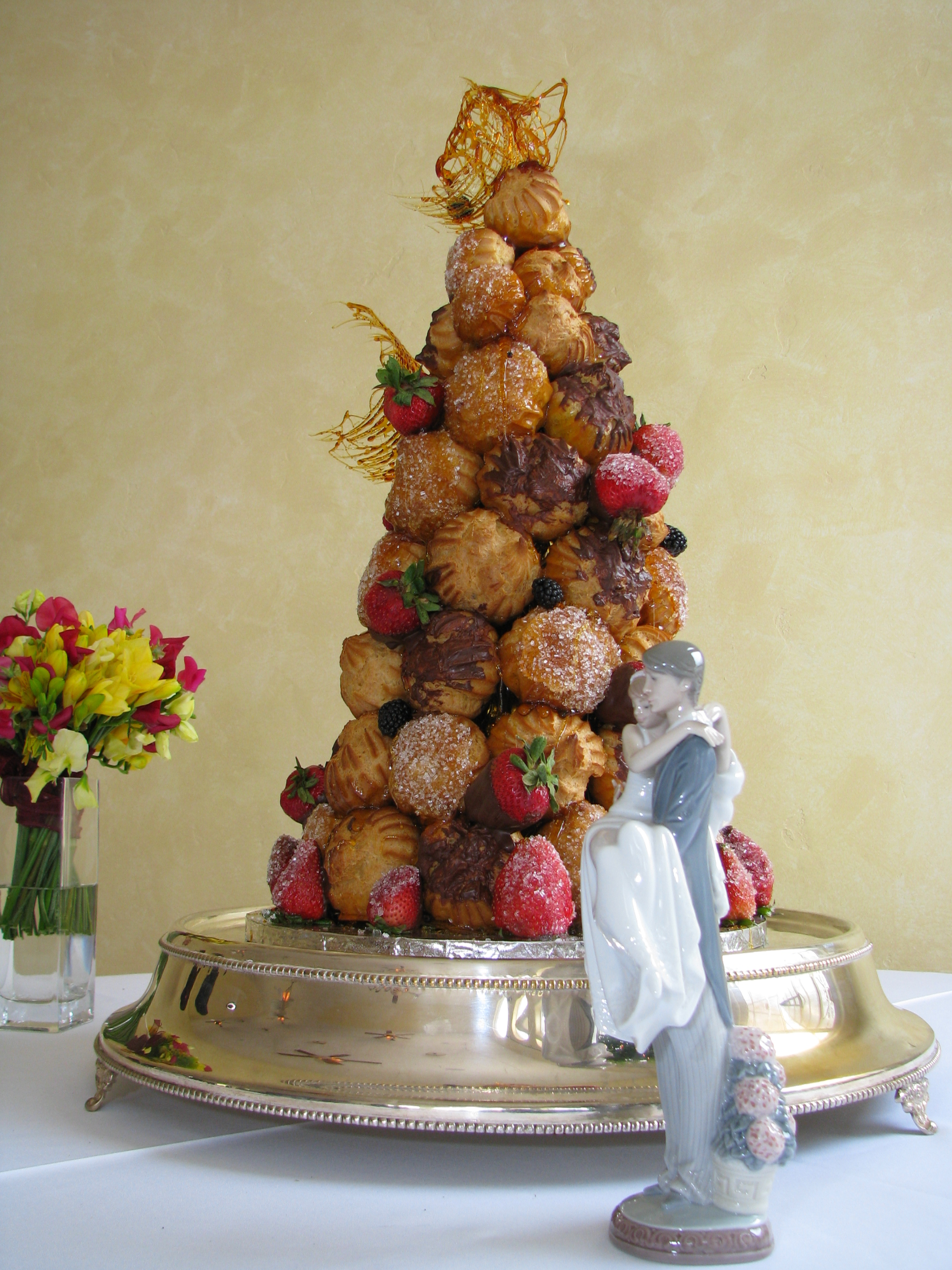
泡芙塔

## 外部連結
- . （原始内容存档于2021-01-24） （法语）.
- . （原始内容存档于2021-03-13） （法语）.官網
- . （原始内容存档于2020-10-12） （英语）.官網